# 粉绿早熟禾
粉绿早熟禾（学名：Poa pruinosa）为禾本科早熟禾属下的一个种。